# Fermo Ghisoni

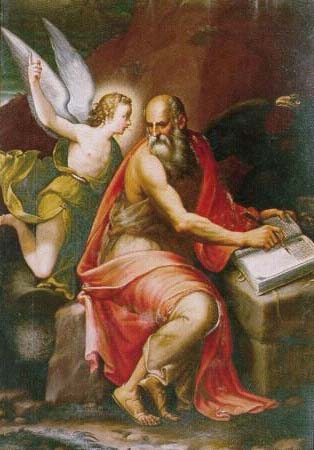
Fermo Ghisoni, Der Evangelist Johannes

Fermo Ghisoni (genannt Fermo da Caravaggio, Fermo del Costa, Fermo di Stefano; * um 1505 in Caravaggio; † 27. Januar 1575 in Mantua) war ein italienischer Maler des Manierismus.

## Leben
Ghisoni wurde wahrscheinlich 1505 geboren, ein Datum, das in der Testamentsurkunde von Giulio Romano vermerkt ist, bei der Ghisoni als Zeuge anwesend war und in der er mit „Firmo, filio quandam Stephani de Ghisoni“ unterschrieb. Er entstammte einer Künstlerfamilie, die ursprünglich aus Caravaggio stammte und an den Hof der Gonzaga gezogen war. Fermo war ein Schüler von Lorenzo Costa „dem Älteren“ und ein langjähriger Mitarbeiter von Giulio Romano, mit dem er in Mantua arbeitete und nach Parma (1540), Venedig (1545) und dann nach Rom (1546) zog. Er wird in den Werken von Vasari erwähnt und gelobt.

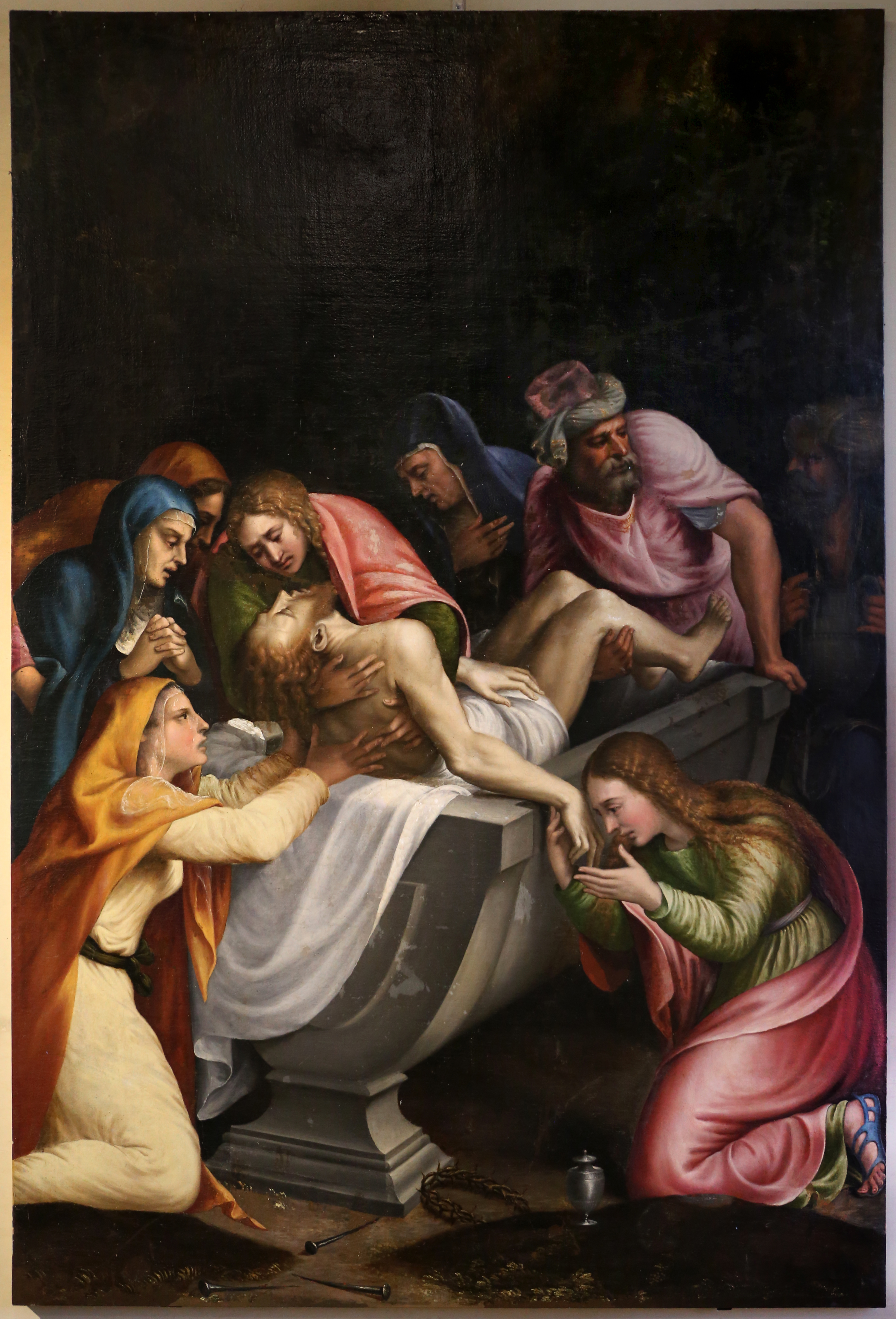
Fermo Ghisoni, Kreuzabnahme, Palazzo Ducale, Mantua

Seine ersten Studien absolvierte er bei Lorenzo Costa und wechselte dann 1527 zu den Schülern von Giulio Romano, mit dem er häufig zusammenarbeiten sollte. Der Stil und die Kontinuität seines mantuanischen Vorgängers Andrea Mantegna finden sich in Ghisonis Malerei wieder, wie die von ihm wiederverwendeten Tiefdruckvorlagen (zum Beispiel die „Madonna della Tenerezza“) und alle mehr oder weniger bedeutenden Künstler, mit denen er im Laufe seines Lebens zusammenarbeitete, beweisen. Fermo und seinen Zeitgenossen und Landsleuten ist es zu verdanken, dass seine stilistische Bildsprache, die aus dem Studium von Malern wie Tizian Antonio da Correggio und Leonardo, wenig später in die Theatralik, die Plastizität, die „Natürlichkeit“ der Figuren und die Leuchtkraft der Gemälde von Caravaggio mündet, die dieselben Ursprünge mit Fermo teilen.
Zusammen mit Giulio Romano war er an der Ausschmückung der Räume Sala di Psiche, Sala dei Cavalli und Sala dei Giganti im Palazzo del Te in Mantua beteiligt (zwischen 1527 und 1534), dann an den Fresken des Troja-Saals im Palazzo ducale der Gonzaga. Im Jahr 1541 wurde er in den von Giulio Romano mit den Rektoren der Kirche Santa Maria della Steccata in Parma abgeschlossenen Vertrag aufgenommen.
Ab 1545 war er an einer Reihe von Gemälden für den Dom von Mantua beteiligt, darunter die Berufung der Apostel Andreas und Petrus (verschollenes Werk) und andere Werke nach Zeichnungen von Giovan Battista Bertani, während ihm die Gemälde der Heiligen Lucia und des Heiligen Johannes des Evangelisten (1552) zugeschrieben werden. Die Werke: Madonna mit Kind und Die Heiligen Bonaventura und Franziskus in der Castiglioni-Kapelle in der Wallfahrtskirche Beata Vergine delle Grazie in Curtatone sind ebenfalls nach Zeichnungen von Giulio Romano entstanden, und es gibt zahlreiche Zahlungen an den Künstler aus der herzoglichen Schatzkammer, darunter eine von 180 Scudi im Jahr 1530: Firmo de Caravatio pictori, ein Werk, das er sicherlich bis 1540 weiterführen würde, und die Madonna mit Kind und Heiligen in der Kirche Santa Caterina in Mantua. Leider bleibt sein Werk, wie bei vielen anderen Künstlern, in einer kollektiven Anonymität.

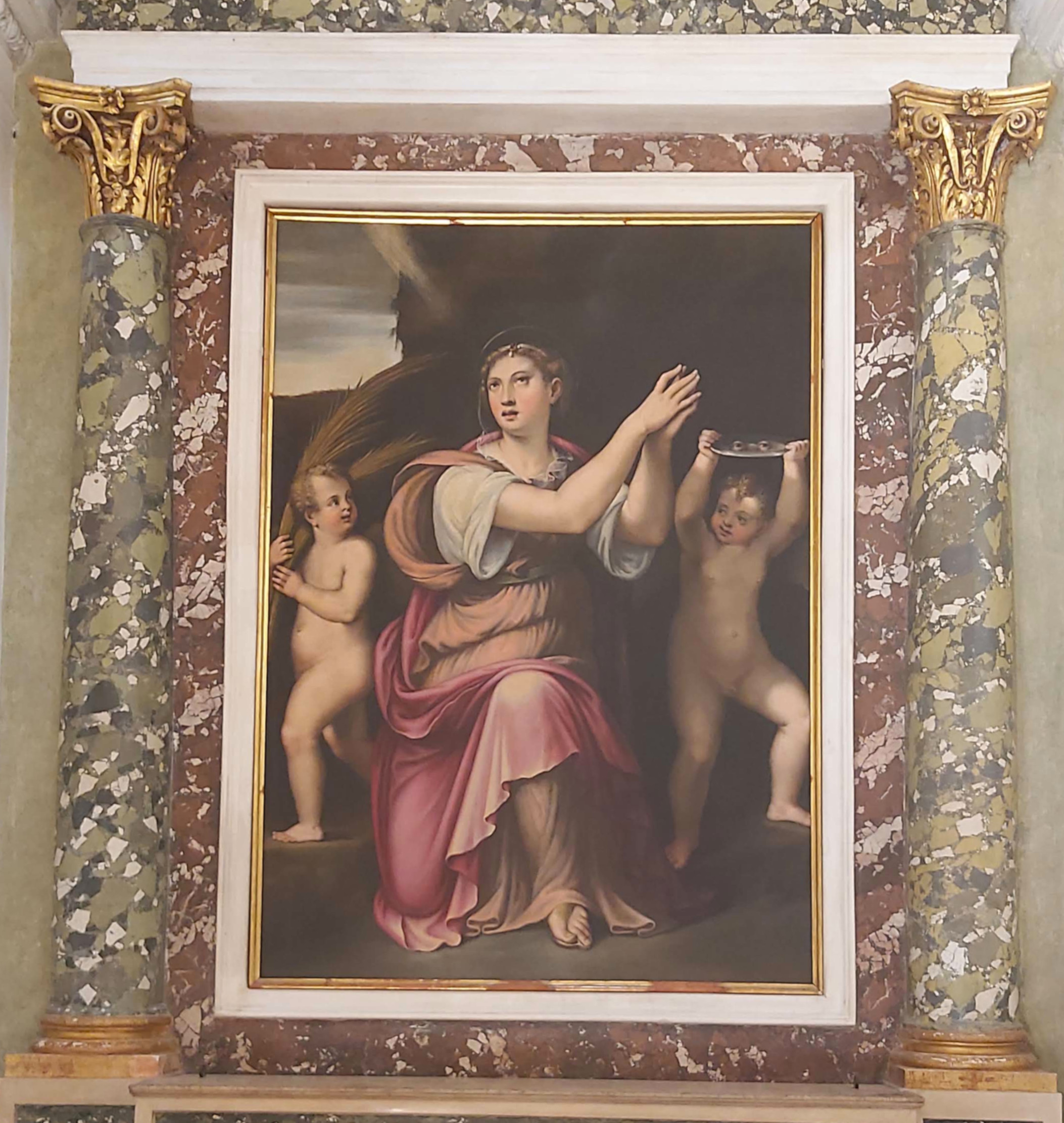
Fermo Ghisoni, Lucia von Syrakus (um 1552), Dom von Mantua

## Werke
- Madonna mit Kind und den Heiligen Franz, Rochus und Sebastian (210 × 160) Öl auf Leinwand, Kirche der Heiligen Fermo und Rustico in Caravaggio
- Madonna mit Kind, Pinacoteca Accademia Albertina, Turin.
- Absetzung Christi im Grab, 1539–1540, Öl auf Leinwand, Museo di Palazzo Ducale, Mantua;
- Orgeltüren der Basilika Palatina di Santa Barbara in Mantua;
- die für die Kirche San Benedetto gemalten Altarbilder Begegnung der Jungfrau mit der heiligen Elisabeth und den Heiligen und Madonna mit Kind und den Heiligen Ambrosius und Bernhard;
- Krönung der Jungfrau mit den Heiligen Placid und Maurus in der Kirche Ognissanti in Mantua
- Kruzifix (1558) in der Carlo Nuvoloni-Kapelle in der Basilika Basilika Sant’Andrea in Mantua
- Anbetung der Hirten, Altarbild für den Hochaltar der Abtei San Benedetto in Polirone, im Louvre, mit Girolamo Mazzola Bedoli 1522
- Mariä Himmelfahrt mit dem Porträt von Ferrante I. Gonzaga in der Wallfahrtskirche der Heiligen Jungfrau der Gnaden (Curtatone) im Jahr 1556
- Porträt des Kardinals Ercole Gonzaga, 1555/1560, im Palazzo Ducale, Mantua;
- Freskenzyklus, Palazzo del Te:
  - Fries mit Putten und Blattwerk, Sala dei Cavalli
  - Landschaftliche Hintergründe, Sala di Psiche
  - Grotesken, Fassade
  - Loggia-Ausschmückungen
  - Landschaftshintergründe, Sala dei Giganti
- Freskenfassade, Palazzina della Paleologa
- Episoden aus der Ilias, Palazzina della Paleologa
- Episoden aus der Ilias, Palazzo Ducale, Mantua
- Sala di Troia, Palazzo Ducale, Mantua
- Gemälde und Stuckarbeiten, Appartamento Estivale, Palazzo Ducale, Mantua
- Berufung der Apostel Petrus und Andreas (234 × 206), (verschollenes Werk), Dom von Mantua
- Heilige Lucia von Syrakus (200 × 146), Dom von Mantua
- Johannes der Evangelist (204 × 154), Dom von Mantua